# 真珠湾攻撃陰謀説

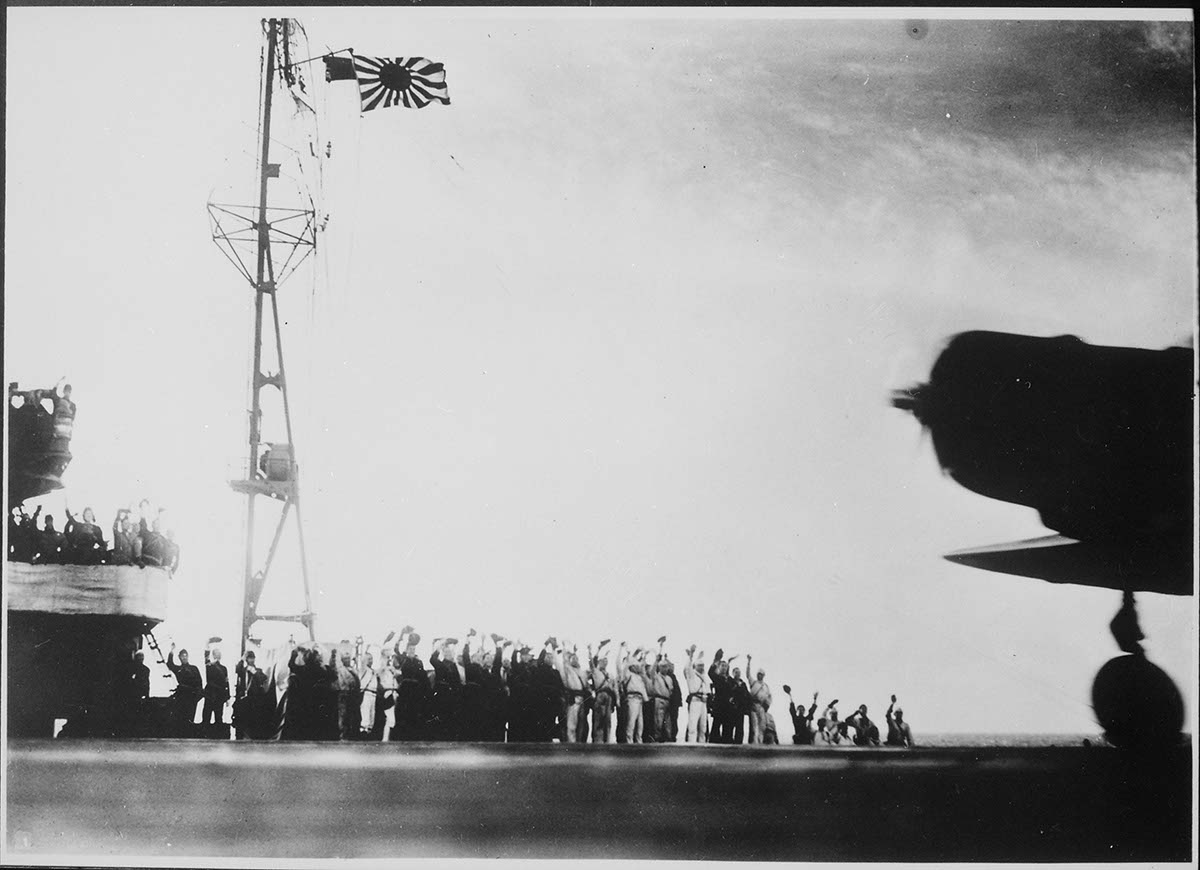
真珠湾攻撃に向け航空母艦を発進する日本海軍の艦載機(現地時間1941年12月7日、アメリカ国立アーカイブス)

真珠湾攻撃陰謀説（しんじゅわんこうげきいんぼうせつ）は、1941年（昭和16年）12月8日（日本時間、現地時間は12月7日）の太平洋戦争の開戦をさせた大日本帝国海軍の真珠湾攻撃を、アメリカ合衆国大統領のフランクリン・ルーズベルトが、「事前察知をしながらそれをわざと放置した」という説である。

## 背景
日本海軍が択捉島の単冠湾からハワイオアフ島の真珠湾（パールハーバー）まで、31隻からなる艦隊で北太平洋を横断する大遠征を行った上で、戦艦や駆逐艦が駐留している軍港を奇襲し、しかも成功したという事実は、アメリカに大きな衝撃をもたらした。
当時アメリカにはモンロー主義に代表される孤立主義の伝統があり、他国の戦争に巻き込まれることを嫌う傾向があった。また、ルーズベルトは選挙戦において「あなたたちの子供を戦場には出さない」ということを公約にしていた。ヨーロッパで第二次世界大戦が始まっても、レンドリース法による兵器・物資の供与は行ったものの、アメリカは中立の立場を取っていた。そこに起こった真珠湾攻撃は、アメリカが連合国に加わって第二次世界大戦・太平洋戦争に参戦するきっかけを作り出した。
2度の原爆投下を経て太平洋戦争に完全勝利し、半世紀以上経った2001年にアメリカ同時多発テロ事件が発生した際には、このテロを真珠湾攻撃と同様のものだと強調する言論が多く見られるなど、アメリカ人の精神に拭い切れないものを残した。
このように真珠湾攻撃は、軍事的には破格であり、かつ政治面や精神面に大きな転換をもたらした大事件であった。
これについて、中立だったアメリカがヨーロッパの戦争に関与するため、ルーズベルトが日本との戦争を利用した参戦（「裏木戸作戦」と呼ばれる）を画策し、その目的を達成するために日本に戦争を挑発、さらには「真珠湾への攻撃を察知しながらそれに対する防衛措置を執らなかった」とする陰謀論がアメリカおよび日本において唱えられた。ルーズベルトが陰謀を持って真珠湾攻撃を呼び込んだとする立場を「修正主義（リビジョニズム）」（人物の場合は「修正主義者（リビジョニスト）」）と呼ぶ。

### 日米での扱いの相違
この陰謀説は日米双方で主張されるが、その扱いには違いがあると須藤眞志は指摘している。アメリカでは前記の通り、ルーズベルトが国民を欺く形で第二次世界大戦に参戦するため、意図的に真珠湾に大きな被害を許したとされる点への責任追及である。一方、日本でこの主張に賛同する中には、真珠湾攻撃が「奇襲」「卑怯な攻撃」と非難されてきたことが「免罪」されるという考えがあるとされる。

## 歴史
アメリカにおいては、開戦直後から真珠湾攻撃の責任の所在が問われ、原因究明委員会（ロバーツ委員会）は現地の軍司令官に責任があると結論づけたが、これに対してルーズベルト大統領にこそ責任があるという説が発生した。当時の野党だった共和党は、ルーズベルトの前任者であるハーバート・フーヴァーや下院議員のハミルトン・フィッシュがその中心で、上下両院合同の真珠湾攻撃調査委員会では、共和党の委員4人（与党の民主党は6人）は報告書に少数派意見として「ルーズベルトには日本の攻撃意図を電報の傍受で察知しながらハワイに十分伝えなかった責任がある」と主張した。
ルーズベルトの責任論をめぐっては、終戦後の1948年に歴史家のチャールズ・ビアードが『President Roosevelt and the Coming of the War, 1941』（邦訳：『ルーズベルトの責任　日米戦争はなぜ始まったか』阿部直哉・丸茂恭子訳 開米潤監訳、藤原書店（上・下）、2011年）を刊行して主張した。同書はビアードの歴史家という立場故に反響と多くの追従者を生み、日本でも大鷹正次郎が刊行した『第二次大戦責任論』（時事通信社、1958年）はビアードの著作に依拠している。
その後の「ルーズベルト責任論」として、ジョン・T・フリン『The Roosevelt myth』（1949年）、ウィリアム・ヘンリー・チェンバレン『America's Second Crusade』（1950年）、フレデリック・サンボーン (Frederic Rockwell Sanborn)『Design for War』（1951年）、チャールズ・C・タンシル『Back door to war』（1952年）、ジョージ・モーゲンスターン (George Morgenstern)『Pearl Harbor』（1998年、邦訳は『真珠湾』錦正社、1999年）がある。これらには刊行された上下両院の調査報告書や、その後公開されたアメリカによって傍受解読された日本の外交電報情報（マジック）が反映されている。
一方、1962年にロベルタ・ウールステッターが刊行した『パール・ハーバー』（邦訳は読売新聞社、1987年）は、日本の外交暗号電報情報を検討して、これらに対して細心の注意を払って分析すれば真珠湾攻撃を予測できた可能性はあっても、正しい情報とそうではないもの（ノイズ）の分別が困難だったと結論づけた。
これらに対して、ルーズベルトが真珠湾攻撃を察知しながら伝えなかったとする、より踏み込んだ「陰謀論」がある。
元アメリカ海軍少将のロバート・A・セオボルドによる『Reviewed Work: The Final Secret of Pearl Harbor: The Washington Contribution to the Japanese Attack』（1954年、邦訳は『真珠湾の審判』中野五郎訳、講談社、1954年（1983年新装版））は、攻撃の責任者とされたアメリカ太平洋艦隊司令長官ハズバンド・キンメルの名誉回復を目的としてこの説を採用し、ベストセラーとなった。ジェームズ・マグレガー・バーンズの『Roosevelt: The Lion and the Fox, 1882-1940』（1956年）は、ルーズベルトを「決断力と狡猾さの同居する人物」とした。
前記のウールステッターの著書により、日本の外交電報情報から真珠湾攻撃を予測できたという見解はいったん下火になった。また、ゴードン・プランゲ（およびその門下生）は1981年の『At Dawn We slept』（邦訳『真珠湾は眠っていたか』全3巻、講談社、1986年）において、セオボルドやバーンズが挙げた根拠はすべて立証されないと批判し、「一九八一年五月一日までに世に出たすべての出版物を含む、三十年以上に及ぶ徹底的な資料調査をしても、我々はルーズベルトと真珠湾に関する修正主義者の立場を立証するような一編の資料も発見しなかったし、正式な証言の中にもそうしたものは一言もないのである」と断言した。
しかし、1982年にジョン・トーランドが『Infamy: Pearl Harbor And Its Aftermath』（邦訳は『真珠湾攻撃』1982年、文藝春秋）で、いわゆる「ウインド・メッセージ」の解読や、通説に反して機動部隊が無線封止をしておらず、その交信電波を傍受した機関からの情報などによって、アメリカは日本による真珠湾への攻撃を予測できたと主張した。この主張もその後に大きな影響を及ぼさなかったと須藤眞志は述べている。
1999年にはロバート・B・スティネットが『Day of Deceit』（邦訳『真珠湾の真実』文藝春秋、2001年）において、トーランドの主張した機動部隊が無線封止を守らなかったという見解を踏襲した上で、当時アメリカ側がすでに日本海軍の暗号電報を真珠湾攻撃前に解読していた証拠があると主張した。
『月刊現代』（講談社)2009年1月号（最終号）では、徳本栄一郎が「スクープ証言と発掘資料が明かす67年目の真実 真珠湾攻撃『改竄された米公文書（バリー・プロジェクト）』」として、責任追及を恐れた政府幹部が外交文書の改竄に手を染めた件を詳述した。フランク・シューラー (Frank Schuler)とロビン・ムーア (Robin Moore)による『The Pearl Harbor Cover-up』（1977年、邦訳は『パールハーバーカバーアップ』仲晃訳、グロビュー社、1981年）には、バリー・プロジェクトとほぼ同一の内容が記されている。
真珠湾攻撃の1週間前の1941年11月30日、ハワイ島ヒロの新聞『ヒロ・トリビューン・ヘラルド』はその一面で、「日本、来週末にも攻撃の可能性」(JAPAN MAY STRIKE OVER WEEKEND)と報じた。また、オアフ島の有力紙『ホノルル・アドバタイザー』も同様の見出しで報じた。その上、ルーズベルト政権は、議会にも国民にも、日本に対して疑似最後通牒であるハル・ノートを提示したことを隠し、外面的には日米交渉は続いていると説明していたにもかかわらず、『ヒロ・トリビューン・ヘラルド』には、「日米交渉の失敗で日本（東京）は自暴自棄になっている」(Tokyo Desperate As Talks Collapse)という小見出しがあった。歴史学者のスチーブン・スニエゴスキによると、コーデル・ハル国務長官が親しい新聞記者のジョセフ・リーブに、「ルーズベルト大統領は、日本が数日のうちに真珠湾を攻撃することを知っている」と漏らした。ルーズベルト大統領は「そのまま放っておく。そうすればこの国が参戦できる」という考えだったが、このやり方に反発したハル国務長官は、絶対に情報源を明かさないことを条件にして、内容をメディアに明かすことにし、真珠湾奇襲計画の内容を含んだ解読済みの日本暗号文書を、リーブに渡した。リーブは当該文書をユナイテッド・プレスに持ち込んだが、同社はそれをニュース配信することを拒んだ。それでも、その内容の一部を同社の外信として配信することができ、それをハワイの2紙が記事にした。

## ABCD包囲網と日蘭会商

### ABCD包囲網
ABCD包囲網とはA（アメリカ）、B（イギリス）、C（中国）、D（オランダ）による軍事的、経済的封鎖の包囲網が作られたとする当時の日本国政府による呼称であるが、これによって「やむを得ず」戦争を起こさせられたのかどうかは歴史の検証における焦点のひとつであり、ルーズベルトの陰謀説もこの議論の一部を形成する。
- 須藤眞志によれば、陰謀説を主張する論者の論点は、ABCDの国々の間で早い段階から対日戦が計画にあったのか、また、イギリスやオランダの領地が日本に攻撃されたとき必ずアメリカは参戦すると密約があったかである[9][注 4]。ワシントンD.C（1941年1月）とシンガポール（1941年4月）で英米の合同幕僚会議が開かれ、「ABC-1」「ADB-1」という名称のその報告書は、アメリカ海軍の基本戦争計画「レインボー5号」になったとされている[9]。これらの報告書について、開戦後の上下両院合同調査委員会で、会議に出席した将官2人を証人に呼び、彼らはさらに上のレベルへの提出や承認について否定的な意見を述べた[9]。前記のモーゲンスターンは、両報告書は陸海軍トップ（陸海軍長官および参謀総長）の承認後6月に大統領に提出されたが、「これは各国の承認を必要とする」として承認は拒否されたとしている（モーゲンスターン『真珠湾』）[9]。一方プランゲは両参謀総長（ジョージ・マーシャルとハロルド・スターク）は提案事項に同意せず、これらの文書は政治的な約束ではなく、戦端が開かれた場合の軍事戦略の概要に過ぎないとした（『真珠湾は眠っていたか』）[9]。須藤眞志は、大統領が承認していないので政府を縛る拘束力もなく、「レインボー5号」の作成に関係があったのか証明ができず、ABCDラインの証拠ともならないとしている[9]。
- アメリカ政府は日本軍が南部仏印に進駐するのをみて7月26日に日本資産凍結を発表した[9]。この措置はアメリカ国内での貿易決済手段を日本から奪う事実上の禁輸で、イギリス、蘭印も続けて同様の措置を講じた[9]。「日本は資産凍結で石油・ゴム・スズ・屑鉄の軍事物資が輸入できなくなったためにやむなく戦争に踏み切った」とする意見があるが、禁輸措置以前の7月2日に御前会議決定「情勢ノ推移ニ伴フ帝国国策要綱」で「南方進出の態勢を強化す」「帝国は本号達成のため対英米戦を辞さず」としていた[9][注 5]。須藤眞志は、戦争への引き金はABCD包囲網ではないと結論づけている[9]。

### 日蘭会商
仏印進駐前に、日本は、日蘭会商で蘭印と石油200万トンの供給量で合意し、この量は、当初の希望量の2倍であったが、日蘭会商の芳澤謙吉団長は他の物資の輸出に関する内容を不満として、1941年6月17日に蘭側へ交渉の打ち切りを通告した。

## チャーチルとの密約はあったか
1940年6月22日、フランスが降伏してナチス・ドイツがヨーロッパ大陸を制覇した。ドイツはイギリス上陸作戦を準備し、9月から連日空爆を加えた（ザ・ブリッツ）。ルーズベルト大統領はイギリスを救うために、参戦することを強く願っていたが、攻撃を受けた場合を除いて、アメリカ国外の戦闘に、陸海空軍を派遣しないと公約していたので、すぐに参戦はできなかった。
当時アメリカはイギリスと同盟は組んでいなかった。アメリカの懸念は日本が南進したときにアメリカはどうすべきかということだった。ルーズベルトは1941年8月9日からルーズベルトはイギリス首相のウィンストン・チャーチルとニューファンドランド島の沖合のアルジェンチアで会談をおこなった（大西洋会談）。チャーチルはその席で、日本が東南アジアのイギリスやオランダの領土に攻撃した場合にアメリカが日本との戦争も辞さない警告を発するべきだと主張したが、ルーズベルトは同意しなかった。
しかし、ルーズベルトは8月17日に日本に警告文 を発し、陰謀説を唱える者はこれをルーズベルトがチャーチルと対日戦についての「密約」を交わしていた証拠だとする。
ただし、アメリカと日本の戦争が始まったからといって米独戦が自動的に発生することはない。日独伊三国同盟の規定では「更二三締結國中何レカ一國カ、現二欧州戦争又ハ日支紛争二参入シ居ラサル一國二依リ攻撃セラレタル時」に政治的・経済的・軍事的援助の義務が発生するのであり、日本からの先制攻撃はこれにあたらない（ドイツが独ソ戦を開始しても日本がソビエト連邦に宣戦しなかったのはこのためである）。米独戦の宣戦布告は、真珠湾攻撃後にドイツ側からなされたものである。他方でアメリカはドイツに対して挑発を繰り返しており、ドイツ側から米独戦争が起きる可能性もあった。

### 加瀬英明による密約があったとする主張
1940年9月3日には米英防衛協定が調印され、アメリカはイギリス領のニューファンドランドと、北大西洋のイギリス空軍、海軍基地を使用することと引き換えに、イギリスに50隻の旧型駆逐艦と、大量の小銃、機関銃、砲、弾薬を貸与した。1940年9月27日、日独伊三国同盟条約が調印されたことを聞いて、ルーズベルト大統領は側近に「これで、日本をわれわれとの戦争に誘いこめる」と語った。1940年10月7日、アメリカ海軍情報部極東課長のアーサー・マッカラムによる、
1. 蔣介石政権に可能な限りの支援を行う
2. 米英が協力して対日禁輸を実施する
3. 蘭印に日本へ石油を輸出させない

などの項目からなる。ルーズベルト大統領はただちに承認した（このメモについては後節を参照）。
前記の大西洋会談でチャーチルはルーズベルトに、アメリカがドイツに対して即刻宣戦を布告することを求めたが、ルーズベルトは国内世論の制約があったので、「まだ、それはできない」と答えた。しかし、「あと数カ月は、日本という赤児をあやすつもりだ」としばらく待つよう語って、チャーチルを喜ばせた。
1941年2月3日、ルーズベルト大統領は国務省内に、日本と戦って屈服させた後に、日本をどのように処理するかを研究する特別研究部を発足させた。7月18日、日本の南部仏印進駐の10日前、ルーズベルト大統領は、蔣介石政権に爆撃機を供与し、青天白日マークを塗って中華民国空軍機に偽装し、アメリカ義勇兵（フライング・タイガース）に操縦させて中国の航空基地から発進し、東京、横浜、大阪、京都、神戸を爆撃するという、日本本土爆撃作戦計画を承認した。

## ハル・ノートは開戦を誘発する目的だったか
日米交渉の最終段階にあたる1941年11月26日午後（アメリカ東部標準時）に、アメリカの国務長官コーデル・ハルが日本側全権大使（野村吉三郎・来栖三郎）に手交したハル・ノートには、妥結条件として中国および仏印からの撤兵、日独伊三国同盟の実質的廃棄、汪兆銘政権の否認が含まれていた。ハル・ノートを見た外務大臣の東郷茂徳は「目もくらむような衝撃に打たれた」東郷茂徳『時代の一面』原書房、1989年）と回顧しており、当時の日本にとっては受け入れられない内容であった。開戦後日本はアメリカの最後通牒であったと発表した。ハル・ノートが日本の和平論を断念させて、対米開戦で一致する契機となったのは事実である。一方、手交日にはすでに南雲忠一中将率いる第一航空艦隊は択捉島の単冠湾を出航していた（ただし攻撃か引き返すかの最終命令は12月2日まで出されていない）。
この時期、アメリカが日本の外交暗号（パープル暗号）を解読して得られた情報（「マジック」）はルーズベルト以下の政府および軍の要人に伝えられていた。日本が対米戦争を本格的に準備している（11月22日の外務省から駐米大使館への訓電で日米交渉の期限を11月29日に変更し、「この期限は絶対に変更できない。それから後の事態は自動的に進展する」とした）ことを知ったルーズベルトは11月25日に最高軍事会議を開き、陸軍長官のヘンリー・スティムソンが「敵が攻撃してくるとわかっている場合に、手をこまねいて待っているというのも、あまり賢明なやり方じゃない」と述べたのに対し、「たしかに、日本軍に最初の一発を撃たせるということには危険がある。しかし、アメリカ国民の全幅の支持を得るには、日本軍に先に攻撃させて、誰が考えてもどっちが侵略者であるか、一遍の疑念もなく解らせるようにした方がいいのではないか」と返答した。
スティムソンは11月26日の朝に、30-50隻の日本の輸送船団が台湾南方海上を南進しているとルーズベルトに電話で報告し、その際にルーズベルトが「ショックを受け、日本側のさらなる不誠実の証拠と受け止めた」「これで事態は一変した」と話したと記している。スティムソンはこれがルーズベルトを日本に対する「最後通牒」を出す要因になった推測した。これに対して太平洋艦隊の情報将校だったエドウィン・レートンは、日本軍が馬公（澎湖諸島）や三亜（海南島）に集結していることはこの時点で知られており、この程度の情報で態度を変えるのはおかしいと指摘した上で、日本の攻撃意図を伝える秘密情報があったのではないかと推測した。今野勉は、11月27日付でマニラのイギリス秘密情報部から打たれた「12月1日に日本軍がクラ地峡を攻撃する可能性あり」という極秘電報（時差の関係で、ワシントンには11月26日に届いたと推察される）の存在を指摘している。

## 現場責任者の名誉回復問題
1995年に真珠湾攻撃時の米太平洋艦隊司令長官であったハズバンド・キンメルとハワイ駐留の陸軍司令長官だったウォルター・ショートの遺族らが、名誉を回復せよという訴えを起こした。
1995年に国防次官のドーンを委員長とする真珠湾調査委員会が50年ぶりに組織された。委員会の結論は責任を二人（「職務怠慢」ではないが「判断の誤り」はあったとした）にとどめず、ワシントンD.Cの側にも相応の責任があるとした。そして1999年4月に、共和党上院議員ののウィリアム・ロスらによって二人の名誉回復を大統領に求める共同決議案が提出された。この問題はニューヨーク・タイムズ でも取り上げられた。しかし、内容をみると「ワシントンD.C.の軍の司令官たちは日本がすぐにでも攻撃してくるかもしれないと示唆する諜報当局の報告を知っていた。 」と言う表現であり、場所も時間も特定されておらず、事前察知とは言いにくい。
内容は「その票決（2890億ドルの軍事支出議案への改正に関する52～47）は、1941年12月7日に攻撃されたハワイへの日本の衝撃的な忌々しい攻撃を、予想することができなかったことで非難された米軍の指揮官キンメル海軍大将と、ショート陸軍中将を赦免することを目的とした。上院は、今日、1941年に真珠湾の爆破の結果として、職務怠慢で訴えられた2人の上級将校の名前を取り除くために、投票を行った。投票は、第二次大戦後、上院からベテランが退職して数が少なくなる中、感情的な議論の末行われた。」というもので、議論の末に僅差で2回とも議決議案を通過した。だが大統領のビル・クリントン、ジョージ・W・ブッシュとも署名をせず、ロスも2000年に落選した。しかし、議会の公式見解では二人の名誉回復は成ったということになっている。

## 情報源に関わる諸説
陰謀説を構成する上で、アメリカが（日本が対米戦を開始するというだけではなく）「真珠湾を日本が攻撃する」という情報をどのようにして察知したか、という点については様々な説が存在する。アメリカが日本海軍の作戦暗号を解読していたという主張については後節に譲り、ここではそれ以外の説について紹介する。

### 駐日ペルー公使からの情報（1941年1月）
当時駐日アメリカ大使館員だったフランク・シューラーの追想によると、ペルーの特命全権公使リカルド・シュライバーが「真珠湾攻撃を至急米政府に通報してほしい」と述べたあと、話を聞き終わったグルーが「あなたは、米国と世界に偉大な貢献をされました。すぐに国務省に電報を打ちましょう」と感極まった口調で言ったものの、本国に通知をするのを意図的に避けたという。『パールハーバーカバーアップ』で翻訳者の仲晃は「あとがき」において、ハル国務長官の回顧録（1948年、マクミラン社刊、下巻）から「グルー大使が東京から（1941年）1月27日、次のように打電してきた。それによると、駐日ペルー公使が『日本とアメリカの間で事が生じた際、真珠湾に大規模な奇襲攻撃をかけることが、日本の軍部によって計画されている』と云う話を、日本人を含む多数の筋から聞いたと語ったという。この攻撃には、.．．．．。ペルー公使は、グルーに対して、自分としては日本側のこのような計画は奇想天外だと思うが、たくさんの筋から聞いたのでお伝えしようと思ったのだ、と告げた。われわれ（国務省）は翌日、この公電の内容を陸軍省と海軍省に伝達した（下略）」という箇所を引いている。
今野勉はこの内容は、シュライバーから「一日本人を含む複数の情報」として「万一日本がアメリカと紛争になった場合、全軍事力を使用して真珠湾に大攻撃を加える意図を持つ」という話を駐日アメリカ大使館員（一等書記官クロッカー）が聞き、それを伝えられたグルーが電報を打ったとしている。今野は「一日本人」はペルー公使館の日本人通訳であったという、ジョーン・D・ポッター著『太平洋の提督 山本五十六の生涯』（三戸栄訳、恒文社、1966年）の記述を紹介している。グルーの電報内容はアメリカ海軍にも伝えられたが、海軍作戦部長のハロルド・スタークは太平洋艦隊司令長官のキンメルに対して「海軍情報部としてはこの流言は信じられないと考える」「予測できる将来において、こうした行動が計画されているとは考えられない」という内容の電報を2月1日付で送っている。日本海軍内部でもまだハワイ攻撃の案を知る者がほとんどいなかった時点でこの発言があったことについて、今野は松尾樹明（en）という人物が1940年に出版した『三国同盟と日米戦』（霞ヶ関書房）が、日米戦争は不可避でその場合日本は開戦劈頭に奇襲艦隊で真珠湾を攻撃してハワイを占領するべきだと記していた影響をあげている。

### スパイによる通報説
別個に活動していた二人のスパイの情報から、ルーズベルトは日本の真珠湾攻撃を事前察知した、という説である。

#### ゾルゲ通報説
日本でスパイ活動を行っていたリヒャルト・ゾルゲから真珠湾攻撃の情報がソ連に伝えられ、ヨシフ・スターリンによってルーズベルトに知らされたというもの（ゾルゲ通報説・ゾルゲ事件）。1951年5月17日に、ニューヨーク・「デイリーニューズ」に、政治記者のジョン・オドンネルが、モスクワからワシントンに真珠湾攻撃の情報が伝えられたことがゾルゲの告白文に記されているという暴露記事を載せたのがこの説の初出である。そこからルーズベルト陰謀論が再燃した。オドンネルの記事によると、戦後GHQに押収された日本の特別高等警察の機密文書の中にゾルゲの告白文があり、ワシントンに保管されているという。それは「1941年10月に日本は60日以内に真珠湾攻撃を行うという計画を持っている、とモスクワに報告した。モスクワからはそれに対する謝状とともに、情報がワシントンに通報されたと知らされていた」というもの。この内容は、文書が送られてきた際に、国防省の誰かが見たものだとオドンネルは記述した。ゾルゲは10月18日に逮捕されているので、その報告は10月の何日のものかはっきりしない。
不自然なことは国防省の「誰か」以外に誰もその資料を見たことがないということと、日本側に資料が存在しないことである。ゾルゲは確かに特高警察の取調べを受けているが、真珠湾攻撃を予め知っていたという調書は存在しない。ゾルゲらに諜報を命じたソ連は日本の対ソ開戦を恐れており、南方作戦を執り米英との戦争も辞さずという日本の方針はゾルゲにとって歓迎すべき情報であった。ゾルゲは尾崎秀実らの報告の情報の中身を分析し、10月から年末にかけて、日米開戦があるだろうとモスクワに報告した。ゾルゲの情報はかなり当たっていたが、それをルーズベルトに知らせたという証拠は今のところない。また、彼の報告には日本の攻撃目標地点がどこかという情報は存在しない。ゾルゲには獄中の手記もあり、全て公表されているが、そこには真珠湾攻撃に関する言及はない。また取り調べに当たった検事の吉河光貞も戦後にゾルゲに関する証言や回顧を残しており、そちらにもそうした記述は見られない。また、ソ連側に残ったゾルゲ事件にまつわる記録も数多く公開されているが、その中にも真珠湾攻撃に関するものはない。またゾルゲが接触していた人物もそのような証言をしていない。
オドンネルの記事は、赤狩りをおこなう議会の非米活動委員会に関する報道の一環としてなされたものであった。記事の主旨は、この文書が国務省がかつて真珠湾攻撃の情報と引き替えにソ連と取り引きをしたことを裏付け、国務省内に共産主義者がいたことや、取り引きを隠蔽するために真珠湾攻撃の情報が隠されていたことを暴くという点にあった。記事では非米活動委員会がこの文書を調査するだろうと書かれているが、実際の調査ではそのような文書は発見されなかった。
「アメリカがソ連からの通報で事前に知っていた」という話とは少し趣が異なるが、ソ連が真珠湾攻撃を察知していたというもうひとつの説に「アメリカからロシアに帰るソ連船が機動部隊と遭遇する可能性があるため、その進路を予め日本側に知らせていたのではないか」というものがある（エドウィン・レートン『太平洋戦争暗号作戦』(TBSブリタニカ、1987年、上下巻）。『戦史叢書 10 ハワイ作戦』の作戦経過を記した章の1941年11月29日の箇所に、「サンフランシスコを出て極東に向かったソ連船に遭遇する虞れがあるとの情報が着たが今日まで何もなかった。」（『戦史叢書 10 ハワイ作戦』朝雲新聞社、1967年、p.269）という記述があり、レートンは、貨物船の進路をソ連が日本に予め知らせたのではないかと推理を打ち出した。だとすれば機動部隊の任務は真珠湾攻撃であることをスターリンは知っていたということになる。レートンはこの船をサンフランシスコを出港したウリツキー号であったと特定している。アメリカ側から積み出された貴重な兵器を積んでおり、スターリンは日本と揉めて貴重な兵器を失いたくないために、真珠湾に向かう日本機動部隊の情報を教えたのではないだろうか、という説である。阿川弘之の『山本五十六』（新潮社、1965年）に「南雲艦隊は12月6日、第三国の行逢船を認めた。（中略）もし、何処かへ、無電で機動部隊の動向を通報するような徴を見せたら、この船はおそらく、二、三分後に海底へ消し去さられてしまったに違いない。」という文がある。
今野勉はこのレートンの説に対して、遭遇を回避するのであれば船の出航を遅らせるか、航路を変えるか引き返せばよく、武器貸与法で支援を受けていたアメリカではなく日本に情報を流すのは不合理とした。
ウリツキーとの遭遇の有無や日本側が遭遇する可能性を知っていた点については、北沢法隆が1991年に検証をおこない、以下のような結論を導いた。
- - 日本海軍は、米西海岸から総領事経由で船舶の動静を含む情報を収集しており、それを機動部隊に伝えていた。
  - 機動部隊が警戒していたソ連船はサンフランシスコを現地時間11月14日と11月29日に出港したもの（それぞれ11月29日、12月7日頃の遭遇を予想）で、11月28日に出港したというウリツキーとは一致しない。
  - 第八戦隊参謀・藤田菊一中佐の12月8日の日誌に「夜来最も恐れ、且警戒せる行遭船もなし、天佑により隠密接敵 完全に成り待望の朝を迎う」とある。
  - 米太平洋時間の11月28日以降にサンフランシスコを出港したウリツキーが、日本時間12月6日に機動部隊と遭遇するのは航路と速度から困難である。
  - 機動部隊は前方に警戒駆逐艦を配備していたが、その視程は32 - 33kmにおよび、貨物船よりも早く相手を発見可能である。仮に発見した場合には探知情報が前衛艦→旗艦→列艦の順に伝達され、緊急一斉回頭と速力上昇による確認防止のための避航動作をおこなうはずだが、関係者の当時の日誌類にはそうした記述がない。

北沢は阿川に記述の出所を確認したところ、元連合艦隊司令部の参謀だった渡辺安次との対談で直接得たとのことであった。渡辺元参謀はこの時点で故人で確認はとれなかったが、北沢は11月末のソ連船警報や12月6日の「敵潜水艦らしきものあり」という緊急電などの情報が交錯して「遭遇した」と記憶したのではないかと推定した。また、『山本五十六』は1979年にアメリカで出版されたことからこの記述が伝わり、1983年に海軍歴史シンポジウムでソ連船が取り上げられたことがレートンの記述の背景にあったとしている。

#### ポポヴ（ポポフ）通報説
ドゥシャン・ポポヴ（「ドゥシュコ・ポポフ」「ドスコ・ポポフ」とも）というドイツとイギリスの二重スパイがニューヨークの連邦捜査局(FBI)にいき真珠湾攻撃を教えた、という説。ポポヴの回顧録『Spy/Counterspy』（1974年。邦訳は関口英夫（訳）『スパイ／カウンタースパイ』早川書房、1976年）によれば、当時ポルトガルのリスボンにあったドイツ情報部から情報収集とスパイ網を作るように指令されてアメリカに渡るが、その中に日本からドイツへの「ハワイのオアフ島にある、軍事施設、真珠湾の米艦船の停泊状況、湾内の水深などを調べて報告するように」との依頼があった。ポポヴは米につくなり、ニューヨークのFBIにこの真珠湾の件を話して、日本の真珠湾攻撃の可能性を強く主張した。FBIのフーヴァー長官は、二重スパイであり、プレイボーイであるこのポポフとすぐに面会せず、その後面会した際にも生活態度に罵声を浴びせてまともに取り合わなかった。
問題はこの内容が事実かどうか、事実であるとすればフーヴァーはルーズベルトに伝えたかどうかである。ポポヴが提出したとする書類は国務省やナショナル・アーカイブスでも発見されていなかったが、1982年の「アメリカン・ヒストリカル・レビュー」にミシガン州立大学歴史学部のジョン・F・ブラッツェルとレスリー・B・ラウトの二人がFBIファイルのなかで発見したと発表した。ポポヴは明らかにFBIに真珠湾の調査を依頼されていたことを報告した証拠がある、とした。
今野勉は『真珠湾奇襲・ルーズベルトは知っていたか』（PHP文庫、2001年）の中で、ポポヴの情報を元にフーヴァーが1941年9月に大統領秘書官に提出した報告書を紹介しているが、そこにはドイツの諜報員が情報を伝達する手段について記されているだけである。ポポヴはドイツ側からマイクロドットという微細な点で情報を印刷したフィルムを渡されていた。さらに、今野はポポヴに対するドイツからの調査項目を紹介し、その中には確かに真珠湾が含まれているものの、イギリスがアメリカからどの程度の援助を受けているかがメインで、真珠湾の扱いはそれほど緊急性を与えられていないとする。FBI側の内部文書には、ドイツに偽の情報を渡してポポヴを利用していることは記されていたが、真珠湾に関しては何も触れていない。また日本海軍はそれ以前の段階からハワイの情報を各種のルートでつかんでおり、ドイツを経由して諜報活動をする必然性にも乏しかった。今野はこれらを総合して、ポポヴが日本の真珠湾攻撃の企図をフーヴァーに伝えたとするのは、回顧録で「でっちあげをやった可能性がきわめて大きい」と結論づけている。ドイツが真珠湾の情報を求めた理由として今野は、アメリカと開戦した場合のUボートによる攻撃のための情報収集ではないかと推定している。

### フーヴァー長官とケッチャム証言
今野勉は『真珠湾奇襲・ルーズベルトは知っていたか』（PHP文庫、2001年）の中で、フーヴァーが一度だけ真珠湾攻撃について証言した内容を紹介している。この証言は1945年11月13日に上下両院の「真珠湾攻撃に対する合同調査委員会」メンバーがおこなった非公開の予備聴取で、聴取をおこなった議員が発表したものである。その一節には、
- 1945年11月26日に太平洋の諜報部員が入手した情報を受け取ったとき、フーヴァーは「非常に明確なメッセージ」を太平洋地域の全捜査官に発した。

とある。
フーヴァーの公式の発言はこの一度だけであったが、今野は1982年にカールトン・ケッチャムという元空軍大佐に聞き取りをおこない、以下のような証言を得た。
- 1942年2月にワシントンD.Cでの特別な集まりで、フーヴァー長官が次のように話した。
  - 1941年9月に極東の秘密情報部員および香港かシンガポールのイギリス人ビジネスマンから「日本がパールハーバーか、フィリピンのクラークフィールドを攻撃する予定である」と警告を受けた。ビジネスマンらは、この話を東京にいるアメリカ政府代表者から聞き、政府代表者は日本人の友人から聞いたという。攻撃の危険を感じたフーヴァーはこのことを、キンメルやショートに知らせるべきだと進言したが、大統領はそれを拒絶して「誰にも言うな」と話した。大統領特別顧問のハリー・ホプキンスやノックス海軍長官はこの件を知っていたようだ。マーシャル将軍も知っていたかもしれない。
  - その後も警告は5、6回あり、最後のものは攻撃の一週間前に極東の誰かからあり、非常に詳細だった。パールハーバーを指揮する将官にそのことを知らせるよう懇請したが、大統領はこの件は自分に任せろと言った。
  - 攻撃の2、3日前に日本艦隊が太平洋をハワイに向かっているのが発見された。それは一般市民（またはアマチュア無線士）から無線をキャッチしたという通報が軍にあったためだ。パールハーバーが3日くらい後に攻撃されることが位置からわかった。東インド諸島のオランダ人スパイからは、場所の情報はないが攻撃がおこなわれるという警告があった。フーヴァーは再度大統領にハワイの指揮官に伝えるよう求めたが、自分が行動するまで待て、FBI関係者には一切漏らすなという返事だった。

今野は、9月の情報は、前記のグルーが打った電報（「駐日ペルー公使からの情報（1941年1月）」節を参照）がその源であるとしている。また須藤眞志は、ケッチャムに続く（補強するような）証言や資料はその後出てこなかったとしている。

## スティネット『真珠湾の真実』について
スティネットの『真珠湾の真実』は、アメリカにおいては「初めからお終いまで間違いだらけ」として顧みられなかった が、日本の一部では「精緻をきわめた手法」で「ぼう大な新資料」を「発掘」して真珠湾攻撃にまつわる陰謀を「暴露し、証明した」ものとして扱われた。
スティネットの著作について秦郁彦は、「類書のなかでも最低レベル」で「功の側面があるとすれば、真珠湾陰謀論は成り立たないこと」を立証したことと評している。

### アメリカは海軍暗号を解読していたか

#### スティネットの主張
- アメリカの暗号解読班は暗号を知り尽くしていた。それは、アメリカが初めてこの暗号を破ったのは、1920年代のことだったからである。1941年頃日本はアメリカの暗号を出し抜こうと、この暗号に三ヶ月毎に細かい変更を加えていた。Jシリーズ暗号の三つの各々が1941年に使用されたが、一日も経たないうちに破られてしまった。アメリカの解読班の裏をかくことはできなかったのである。Jシリーズは元々皮肉を込めて暗号関係者の専門語で「直接法」と言われている方法で解読された。直接的と言われる所以は、日本外務省の急使の手荷物を盗むなどの手段が用いられたからである。たとえば福田急使がサンフランシスコの税関を通過しようとするとき、米海軍が税関吏を装って暗号書の入っている箱を開け暗号書の内容を急いで写真に撮って返し、通関を許可したりもしくは公然と買うこともあった[注 18]『真珠湾の真実-欺瞞の日』[要ページ番号]。
- 10月になると太平洋艦隊通信解析主任ホーマー・キスナー米軍暗号解読者が、“親鶏”（第三艦隊）、“子鶏”（侵攻部隊）の正体を知ることができた、と記している[注 19]。日本の艦艇は基本的な通信機密保全を守ることを怠ったため、傍受局Hの暗号解読班は、第三艦隊の編成を知ることができた。米軍暗号解読者によると、第一艦隊の六隻のどの空母[注 20] も連絡を取ることはなく、東南アジアではなく、常に太平洋を横断して当方ハワイに向かう行動に関連しているように思えた[注 21]。9月が終わり日本は中国から主要な艦船と航空部隊の大半を引き上げさせた。マッカラムの覚書に「戦争を企図している国は武力行為に出る前に、船舶が拿捕されたり、破壊されたりする地域から、商船と派遣中の海軍部隊を引き上げさせると思われる」[注 22] とある。ワシントンは戦争の序曲と理解した。米情報部は商船を中心に無線を傍受していたのが分かる。日本商船にはJAPANからJで始まる記号を割り当てていた。龍田丸は「JFYC」であった。軍艦と海軍基地は仮名文字二字と数字一字だった。空母赤城は「8ユナ」だった。『真珠湾の真実-欺瞞の日』[要ページ番号]。
- 日本無線傍受電報の原本記録はすべて機密暗号グループに分類され、現在でもほとんど公開されていない。 『真珠湾の真実-欺瞞の日』[要ページ番号]。

#### 批判
スティネットの「日本海軍暗号が解読されていた」という主張に対しては、秦郁彦、左近允尚敏が以下の反論を展開している。
- 日本海軍暗号JN-25bの解読については、ステフェン・ブディアンスキー（英語版）が1999年12月にアメリカ海軍協会機関誌『プロシーディング』に発表した論文において、同年3月にメリーランド州カレッジパークの国立公文書館で発見した文書OP-20-Gにその解読作業が詳細に記載されていることを報告し、その中で1941年12月1日の時点ではJN-25bの解読がほとんど進まず、電報として解読し得たものは一通もなかった事実を明らかにした（左近允）[50]。
- 外務省の主暗号は解読されていたが、日本海軍の暗号が解けるようになったのは1942年春以降である（秦）[51]。
- スティネットは「通信解析」[注 23]と暗号解読の区別がついていない（左近允）[53]。
- スティネットが原著57ページ（複写写真は50・51ページ）で例示した、11月18日から20日付の日本軍の電報の写真に見える解読日付が1946年4月となっている[48][54][55]
- 序章と後方の記述が違い過ぎ、原書ページで5ページと324ページでまるで正反対である（左近允）[53]。前者では「これまでアメリカは真珠湾攻撃前には日本海軍の暗号を解読できなかったとされてきた。われわれは今やそれが間違っていることを知っている」と書いているのに、後者では「筆者（スティネット）は、一九四一年に海軍の解読因果どれだけ解読翻訳できたかについての信頼できる証拠を見つけることができなかった」としている[53]。秦郁彦も同じ書籍の中に相反する記述があることを指摘し、これはスティネットが批判に対して「逆の解釈も書いている」と逃げるための「マッチ・ポンプ」であると述べている[56]。

### マッカラム・メモ
前出の海軍情報部極東班長のアーサー・マッカラム（マコーラム）が1940年10月7日付で、上司にあたる海軍情報部長のウォルター・S・アンダーソンに宛てて書いた「太平洋地域の情勢評価と米国がとるべき行動についての勧告」（Estimate of the Situation in the Pacific and Recommendations for Action by the United States）というタイトルの文書が、「マッカラム・メモ」である。
スティネットによると、彼がアメリカ国立公文書館（ナショナル・アーカイブス）で1995年1月24日に発見したもので、その「勧告」内容は以下の通りである。
1. 太平洋、特にシンガポールなど、太平洋における英軍基地を利用するため英国と同盟ないし、協定を結ぶ。
2. 蘭印にある基地の使用、補給物資の調達についてオランダ政府と協定を結ぶ。
3. 中国（蔣介石政権）にたいし、可能な限りの援助を与える。
4. 航続能力の高い重巡洋艦の一個隊を極東、フィリピン、シンガポールに派遣する。
5. 潜水艦二個隊を極東に派遣する。
6. ハワイ水域にいる合衆国艦隊の主力を引き続き駐留させる。
7. 日本が蘭印から石油などの供給を要求している経済交渉で譲歩しないようオランダへ要求する。
8. 英国と共同し、日本に対し全面禁輸を実施する。

これらを実行すれば日本がアメリカと開戦するとマッカラムは結論づけた。スティネットはメモをアンダーソンやルーズベルトが「実際に見たかどうかを示す記録は見つからなかった」としながら、「ホワイトハウスあて文書送達簿と海軍の関連する情報ファイルは彼らが見たという確実な証拠を提供している」とするが、その「証拠」は著書中に示されていない。
秦郁彦は「8項目の中に実施されたものがあるから見たはずという論理」と推論して、勧告の実施状況を確認した結果、未実行が3つ（上記1・2・4）、メモより先に実行済が2つ（上記3・6）、メモと無関係に実行されたものが3つ（上記5・7・8）であるとし、そもそも勧告内容もレベルが低くオリジナリティにも乏しいと断じた。
秦は、メモの背景に日本に対するアメリカの過信があったとする一方、アメリカ海軍ではむしろマッカラムの意見は少数派と考えられ、対日戦に慎重な主流派の説得が目的ではないかと推論している。しかし当時の海軍首脳の意見や情報部に対する態度などから、マッカラムのメモはアンダーソンのところで握りつぶされたのではないかと秦は結論づけている。

### 無線封止は守られていたか

#### スティネット
ハワイ作戦に向かった機動部隊が、とくに司令長官である南雲忠一が60回も無線封止を破ったとスティネットは書いている。真珠湾攻撃に関与した日本海軍将校は第一、第五航空戦隊空母は完全な無線封止を守っていたと主張し、米側がキャッチした電報は、日本海軍が空母赤城やその他の軍艦になりすまして発信した偽電を傍受したものであるという。キンメル司令官の情報参謀エドウィン・レートン（前出のソ連船情報通報説の論者）は1985年に刊行した著書（前出『太平洋戦争暗号作戦』）の中で「日本は偽電を打っていない」と証言し、「偽電はこれまでに発見されていないし、もし日本が偽電を実施していたらそれは馬鹿げたことで、見破られていた」と言っている（『真珠湾の真実-欺瞞の日』）。

#### 須藤眞志
須藤眞志は無線封止は守られていたとする。出発した機動部隊が途中で見つかれば全ては水泡に帰すから、天候上の理由から非常に危険な北方ルートを決断せねばならなかった。大遠征で航海中、給油をせねばならぬが、海上が荒れていれば不可能である。海軍では軍令部が中心となって、連合艦隊、第一航空艦隊との間で通信計画が作成された。「無線封止」の状態では、一切の電波発信が禁止され、最高指揮官が命じた場合のみに電波を発信できる。「60回も命令違反をした」というスティネットの主張について、監訳者の妹尾作太男は「機動部隊は11月末から12月初めにかけ、最大風速35Mの台風にやられ、散り散りになった、艦隊を呼び集めるため、発光信号は頼りにならず、止む無く『禁断の電鍵』を叩いた」と証言している（『諸君!』2002年6月号、文藝春秋）。ところが逆の証言が多く、「北太平洋が思ったより穏やかで海霧が視程を低下してくれて助かり、洋上補給もうまくいった」と源田実は述べている（『真珠湾作戦回顧録』読売新聞社、1972年、文春文庫、1998年）。
当時の海軍のモラルについて。空母の所在を見失った艦載機の搭乗員が艦隊の位置を悟られないために、空母からの電波輻射（緊急時には認められていた）を要求せず「我不時着す」という報告を残して未帰還となったと源田実は記している。そこまでの無線封止がなされた中で、司令官の南雲忠一や「赤城」艦長の長谷川喜一が自ら作戦を危うくする無線発信をしたとすれば重大なモラルの欠如であり、信じられるものではない。スティネットが発見したとしている傍受電波の記録の信憑性については、何ひとつとして公開されておらず、米公文書館に所蔵されているとのことであるが、スティネット以外、誰も目にしていない。
なお、伊号第二十三潜水艦が一時行方不明になり、その捜索のため一度だけ電波を出したと、淵田美津雄が述べたという（半藤一利『「真珠湾」の日』、2003年）。

#### 秦郁彦
秦郁彦も無線封止は守られていたとする。
- スティネットは真珠湾直前の21日間（10月15日 - 12月6日）に米海軍通信諜報班（フィリピンのコレヒドール島のステーションCとハワイのステーションH）がインターセプトした129通の日本軍電波の内訳表を揚げている[58]。そして無電封止の命令を無視し、「平均すれば一日当り3.8通」も電波を出し、おまけに「南雲長官がもっともおしゃべりだった」とコメントしている[58]。これが本当なら、これらの電波発信（「ガラガラ蛇のような大音響」）によってアメリカ側は機動部隊の動きをつぶさに把握できたことになるが、この主張のトリックは単純なものである[58]。

スティネットは傍受 [interception] と「解読」[decoding] を取り違えている。スティネットは、当事者（ハワイ通信諜報班（ステーションH）のH・キスナーとキャビテ班（ステーションC）のD・ホイットロック）への度重なるインタビューによる結論というが、二人の手記も文書資料もない。キスナーの経歴から見て、彼が担当したのは傍受と方位測定で、解読には携わっていなかった。
NSA（国家通信保安局）の解読史専門家F.D.パーカーが暗号専門誌『クリプトロジア』に書いた論文によると、戦後に解読・翻訳された真珠湾攻撃関連の電報（1941年9月5日 - 12月4日）は188通である。前記の129通との差分はスティネットが見落とした可能性がある。一方で、パーカーの示した16通の電報には、連合艦隊司令長官が指揮下の全艦隊へむけて発電した「ニイタカヤマノボレ」を除くと11月26日以降の電文はないので、機動部隊は無線を発信しながらハワイへ向かっていないといえる。しかも内容は解読されていないので、役には立っていない。
- 秦は前記の伊号第二十三潜水艦捜索に関する信号発信について、同じ潜水隊所属の伊号第十九潜水艦に座乗した第二潜水隊司令・今和泉喜次郎大佐が戦後に記した著書『たゆみなき進撃』（1970年）ややはり同じ潜水隊所属の伊号第二十一潜水艦艦長松村寛治中佐の日誌（防衛省防衛研究所蔵）から、「参謀長」（第一航空艦隊では「赤城」にのみ座乗）から信号があったという記述が複数あるもののそれは発光信号で、伊号第二十三潜水艦は航路をよく知っており、速力面でも艦隊が速力を落とせば追いつける程度は出たことから緊迫感は感じられず、無電の発信は検討しても取りやめたのではないかとしている[64]。